# صفقة تسوية قضائية
صفقة التسوية القضائية وأيضًا الاتفاق على الإقرار بالذنب (بالإنجليزية: Plea bargain)‏، هو اتفاق في إجراءات القانون الجنائي، حيث يقدم المدعي العام، تنازلاً للمدعى عليه، مقابل إقراره بالذنب أو عدم نزاع. قد يعني هذا أن المدعى عليه سوف يقر بالذنب في تهمة أقل خطورة، أو في واحدة من عدة تهم، مقابل رفض التهم الأخرى؛ أو قد يعني أن المدعى عليه سوف يقر بالذنب، في التهمة الجنائية الأصلية، مقابل عقوبة مخففة.
تسمح صفقة الإقرار بالذنب لكلا الطرفين بتجنب محاكمة جنائية مطولة، وقد تسمح للمتهمين الجنائيين بتجنب خطر الإدانة في المحاكمة، بتهمة أكثر خطورة. على سبيل المثال، في النظام القانوني للولايات المتحدة، قد يُمنح المتهم الجنائي المتهم بتهمة سرقة جناية، والتي تتطلب إدانته السجن في سجن الولاية، فرصة الاعتراف بالذنب في تهمة جنحة سرقة، والتي قد لا تحمل عقوبة مقيدة للحرية.
في حالات مثل تصادم السيارات عندما يكون هناك احتمال للمسؤولية المدنية ضد المدعى عليه، يجوز للمدعى عليه أن يوافق على الدفع «بعدم نزاع» أو «مذنب بتحفظ مدني»، وهو في الأساس إقرار بالذنب، دون الاعتراف بالمسؤولية المدنية.
يمكن أن تشكل المساومة بالذنب، معضلة لمحامي الدفاع، حيث يجب عليهم الاختيار بين السعي بقوة للحصول على صفقة جيدة لموكلهم الحالي، أو الحفاظ على علاقة جيدة مع المدعي العام من أجل مساعدة العملاء في المستقبل. ومع ذلك، في حالة الولايات المتحدة الأمريكية على سبيل المثال، يُطلب من محامي الدفاع بموجب أخلاقيات نقابة المحامين، الدفاع عن مصالح العميل الحالي على حساب مصالح الآخرين. قد يؤدي انتهاك هذه القاعدة، إلى فرض عقوبات تأديبية ضد محامي الدفاع، من قبل نقابة المحامين في الولاية المناسبة.
اعتُبرت المساومة بالذنب، ظاهرة أمريكية في الغالب خلال السبعينيات، لكنها انتشرت منذ ذلك الحين في جميع أنحاء العالم.